# Musa basjoo
Bananier du Japon
Espèce
Classification APG III (2009)
Musa basjoo, le Bananier du Japon, est une espèce de bananiers, des plantes monocotylédones de la famille des Musacées. C'est l'espèce la plus couramment cultivée dans les jardins des climats tempérés en raison de sa grande résistance au froid.

## Description
Malgré son nom, l'origine de cette espèce est située en Chine. Ce bananier est sans doute un des plus rustiques. Il résiste à des températures inférieures à −12 °C. En effet, le feuillage disparaît dès les premiers gels mais le froid n'atteint pas, en général, le cœur du bananier qui reste protégé au sein du stipe. Ainsi les feuilles renaissent dans les climats à hiver froid (tempéré, continental, etc.) au printemps suivant (vers le mois d'avril, dans l'hémisphère nord). Ce bananier se comporte donc en quelque sorte comme une plante caduque sous ces climats.

## Culture
Les jeunes sujets doivent être plantés au printemps ou en début d'été afin qu'ils puissent bien s'enraciner avant l'hiver. Pour la première année en pleine terre et pour la culture en pot ou en bac, il convient d'apporter de l'engrais très régulièrement et de l'eau pendant les journées les plus chaudes. Sa vitesse de croissance est alors impressionnante puisqu'il peut aller jusqu'à produire une feuille par semaine.

## Floraison et fructification

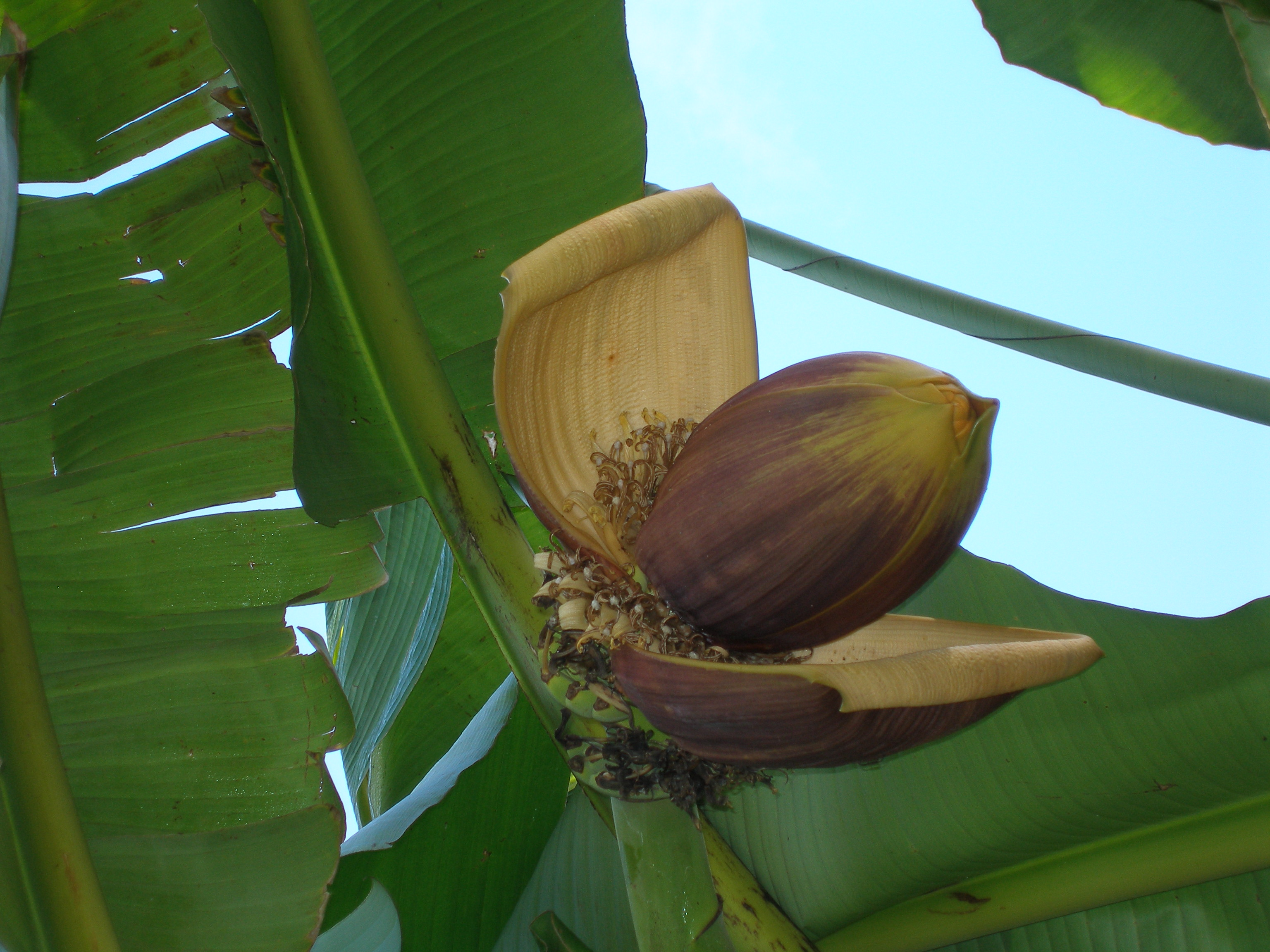
Floraison de Musa basjoo.

Les fleurs sont regroupées en inflorescences et protégées par une bractée, souvent très colorée, ce qui est un attrait décoratif supplémentaire. Toutefois, ces plantes sont surtout cultivées pour leur feuillage.
Même en climat chaud, les fruits ne sont pas comestibles. Le Bananier du Japon fait partie des bananiers dits « à fibres ».